# Interstate 84 (West)
Die Interstate 84 (kurz I-84) ist ein Interstate Highway in den Vereinigten Staaten. Sie beginnt an der Interstate 5 in Portland im Bundesstaat Oregon und endet nach 1239 km an der Interstate 80 in Echo im Bundesstaat Utah.
Es gibt noch eine weitere Interstate, die die Nummer 84 trägt. Sie verbindet an der Ostküste die Bundesstaaten Pennsylvania und Massachusetts.

## Länge der Interstate in den einzelnen Bundesstaaten
| Meilen | km   | Staat  |  |
|        |      |        |  |
| 375    | 603  | Oregon |  |
| 276    | 444  | Idaho  |  |
| 119    | 192  | Utah   |  |
|        |      |        |  |
| 770    | 1239 | Total  |  |

## Wichtige Städte
- Portland
- The Dalles
- Pendleton
- La Grande
- Baker
- Ontario
- Nampa
- Boise
- Twin Falls
- Ogden (Utah)

## Zubringer und Umgehungen
- Interstate 184 in Boise